# Maria Ślązak
Maria Ślązak (ur. 1950) – polska prawniczka, radca prawny, od lipca 2017 prezydent Europejskiego Stowarzyszenia Prawników AEA-EAL.

## Życiorys
Ukończyła studia prawnicze na Wydziale Prawa i Administracji Uniwersytetu im. Mikołaja Kopernika w Toruniu. W 1983 została radcą prawnym. Prowadzi kancelarię radcy prawnego w Starogardzie Gdańskim oraz w Warszawie. Jest arbitrem Sądu Arbitrażowego przy Krajowej Izbie Gospodarczej oraz arbitrem Sądu Arbitrażowego przy Konfederacji Lewiatan.
W latach 2003–2016 członek Prezydium Krajowej Rady Radców Prawnych, w latach 2013–2016 wiceprezes samorządu radców prawnych. W latach 2011–2014 pełniła funkcję wiceprezydenta Rady Adwokatur i Stowarzyszeń Prawniczych Europy CCBE, a w 2014 roku została wybrana pierwszym polskim prezydentem CCBE. Obecnie pełni funkcję prezydenta Europejskiego Stowarzyszenia Prawników AEA-EAL.
W 2011 otrzymała odznaczenie ministra sprawiedliwości za zasługi dla polskiego wymiaru sprawiedliwości. Dwukrotnie w 2012 i 2016 otrzymała nagrodę Złoty Paragraf Gazety Prawnej dla najlepszego radcy prawnego. W 2015 jako pierwszy cudzoziemiec otrzymała nagrodę im. Laursab Andronikashvili przyznaną przez Adwokaturę Gruzji
W 2024 odznaczona Odznaką Honorową za Zasługi dla Wymiaru Sprawiedliwości.